# Chiesa di San Benedetto e San Tommaso Apostolo
La chiesa di San Benedetto Abate e San Tommaso Apostolo è la parrocchiale di Bosco Chiesanuova, in provincia e diocesi di Verona; fa parte del vicariato della Valpantena-Lessinia Orientale.

## Storia
In origine gli abitanti di Bosco si servivano della chiesa di Roveré, ma nel 1375 ne venne costruita una anche in paese per loro comodità; all'epoca l'edificio era dedicato unicamente a san Tommaso, mentre l'intitolazione a san Benedetto venne aggiunta in un secondo momento.
La chiesa fu rifatta tra il 1487 e il 1505; come si apprende dalla relazione della visita pastorale del vescovo Gian Matteo Giberti, compiuta nel 1541, l'edificio, al cui interno erano alloggiati sei altari, aveva la facciata rivolta a ponente e preceduta da un porticato.
Nel 1610 la struttura fu portata a tre navate e in quest'occasione venne demolito il campanile, che era stato gravemente danneggiato da una folgore; la torre fu poi riedificata tra il 1707 e il 1711.
La chiesa venne ampliata su disegno di Francesco Ronzani tra il 1849 e il 1852, allorché si provvide all'allungamento della navata e alla costruzione del portico.
Tra il 1905 e il 1911 la parrocchiale fu interessata da un completo rifacimento; la pianta venne ruotata di 180 gradi e fu costruito il transetto.

## Descrizione

### Esterno
La facciata a salienti in pietra calcarea della Lessinia della chiesa, suddivisa verticalmente in tre parti da alte paraste con capitelli in sommità e caratterizzata da contrafforti laterali, presenta al centro il portale d'ingresso profondamente strombato del 1501, coronato da una lunetta a sesto acuto; più in alto si apre un ampio rosone, mentre ai lati si allungano due esili bifore ad arco ogivale, sormontate da oculi; a coronamento del prospetto corre un motivo ad archetti pensili, che prosegue anche sui prospetti laterali dell'edificio.
Dal centro dell'edificio emerge all'altezza del transetto l'alto tiburio a base ottagonale con copertura in rame, illuminato da una bifora su ogni lato.
Annesso alla parrocchiale è il campanile a base quadrata, la cui cella, coronata dalla cupola a cipolla sorretta dal tamburo, presenta su ogni lato una grande bifora dotata da balaustra.

### Interno
L'interno dell'edificio è suddiviso da archi sorretti da alti pilastri, sopra cui s'impostano i costoloni delle volte a crociera, in tre navate, di cui le laterali terminanti con due cappelle in cui sono alloggiati rispettivamente il fonte battesimale e l'altare di Santa Teresa; la crociera è coronata da una cupola ottagonale decorata con affreschi raffiguranti un cielo stellato, mentre in fondo ai due bracci del transetto sono collocati gli altari della Madonna e di San Giuseppe. Al termine dell'aula si sviluppa il presbiterio, rialzato di quattro gradini e chiuso dall'abside a tre lati.